# Nes (Agder)
Nes is een  voormalige gemeente in de voormalige  fylke Vest-Agder in het zuiden van Noorwegen. De gemeente bestond tussen 1894 en 1965 toen het samen met Gyland, Hidra en het grootste deel van Bakke werd samengevoegd met de stad Flekkefjord. Nes ontstond toen in 1893 de gemeente Nes og Hidra werd gesplitst. Nes omvatte het gebied op het vaste land, direct ten westen van de stad Flekkeford. In 1942 werd al een deel van de gemeente bij Flekkefjord gevoegd.